# Ctenotus stuarti
Ctenotus stuarti (гравійний гребневухий сцинк) — вид сцинкоподібних ящірок родини сцинкових (Scincidae). Ендемік Австралії. Вид названий на честь шотландського дослідника Джона Макдуала Стюарта.

## Поширення й екологія
Гравійні гребневухі сцинки відомі з типової місцевості, що лежить на північному заході Національного парку Какаду на Північній Території. Вони живуть у сухих рідколіссях, що ростуть на піщаних ґрунтах, зокрема в заплавах.

## Збереження
МСОП класифікує цей вид як такий, що перебуває під загрозою зникнення. Ctenotus stuarti загрожують пожежі та хижацтво з боку інвазивних кішок.